# Aston Martin DB2
Aston Martin DB2 — спортивный автомобиль, продававшийся компанией Aston Martin с мая 1950 до апреля 1953. Он пришёл на смену 2-Litre Sports (DB1) и имел 6-цилиндровый рядный двигатель с двумя распредвалами в головке цилиндров вместо ранее используемого 4-цилиндрового. Двигатель имел более крупный литраж — 2.6 л, и был выпущен в кузове купе (квалифицированный компанией Aston Martin как спортивный седан). Позднее был выпущен и кабриолет, объём продаж которого составлял четверть общего объёма продаж модели. DB2 был чрезвычайно успешен в гонках, подготавливая компанию Брауна к будущим успехам.

## Обзор
Прототип DB2 появился как один из трёх Aston Martin участвовавших в гонке 24 часа Ле-Мана в 1949 году. Автомобиль базировался на шасси созданным Клодом Хиллом для 2-Litre Sports (DB1), с кузовом купе, дизайнером которого был Фрэнк Фили.
Рядная шестерка происходила от двигателей фирмы Lagonda, которую владелец Aston Martin, Дэвид Браун, купил по этой причине. Этот двигатель был разработан Уолтером Бентли и инженером Уильямом Уотсоном.
Первый DB2 был впервые показан на Нью-Йоркском автосалоне в апреле 1950, а второй, третий и четвертый экземпляр DB2, соревновались в этом же году в Ле-Мане. Они заняли первое и второе места в своем классе и все три продолжали участвовать в соревнованиях до 1951. На 21-м экземпляре американский спортсмен Бриггс Каннингем участвовал в первой гонке Себринг в декабре 1950, заняв второе место в своем классе. Успех принес известность в возродившуюся компанию Дэвида Брауна, убедив компанию начать строить серию специальных, участвующих в гонках экземпляров, начиная с DB3.

## Производство
С 1950 по 1953 было выпущено 411 DB2. Первые 49 автомобилей имели квадратную радиаторную решётку из трех фрагментов с большими прямоугольными боковыми отверстиями. Вскоре она была заменена на округленную втопленную решетку с горизонтальными планками.
Автомобиль был в кузове купе с запасным колесом в чехле сзади кузова. Место для багажа было позади передних сидений, доступ к которым был изнутри и неудобен, учитывая формат кузова. Большой цельный капот подвешен спереди. Позднее, в том же 1950, автомобиль начал выпускаться кабриолетом. Построено в этом кузове минимум 102 экземпляра.
В январе 1951 года появился опциональный двигатель с большими карбюраторами и более высоким коэффициентом сжатия (8.16:1) в первой для Aston Martin спецификации Vantage. Название «Vantage» было выбрано после просмотра тезауруса, когда размышляли как назвать самую мощную версию текущей модели. В той же самой традиции позднее появились названия, Volante для кабриолета и Virage для моделей появившихся в 90-х.

## Рабочие характеристики
Экземпляр, протестированный британским журналом The Motor в 1950, имел максимальную скорость 116.4 миль в час (187.3 км/ч) и мог ускориться от 0 до 60 миль в час (97 км/ч) за 11.2 секунды. Расход топлива составлял 14 л на 100 км. Автомобиль стоил 1914£.

## Галерея

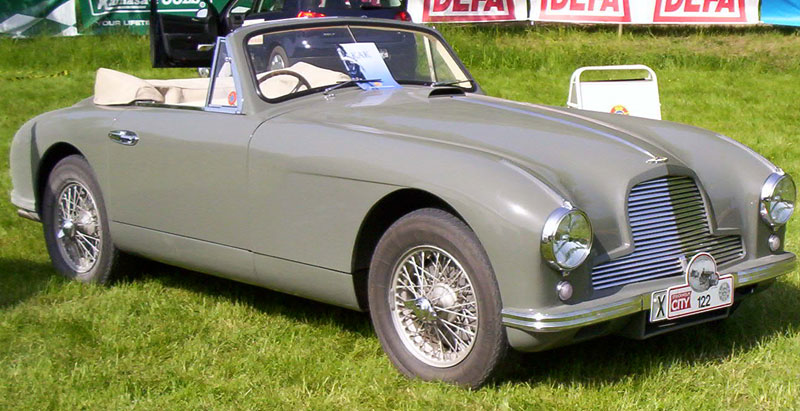
Aston Martin DB2 Кабриолет 1951
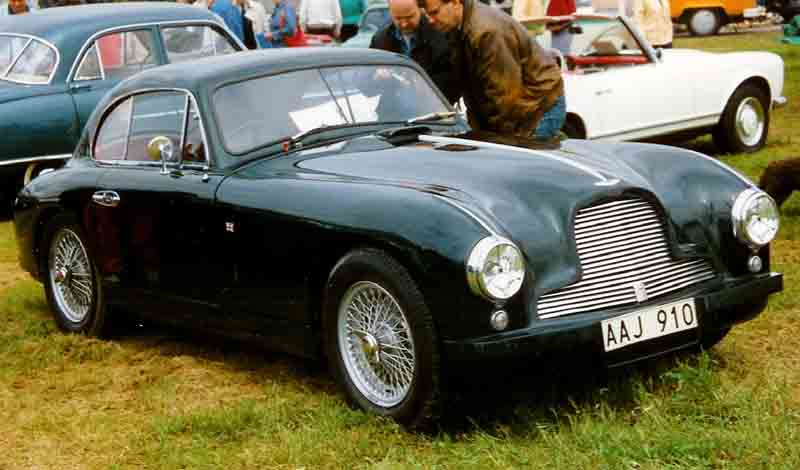
Aston Martin DB2 Купе 1952